# Guerre de la Super League
La guerre de la Super League fait référence à un conflit économique dans les années 1990, qui démarre au mois d'avril 1995,  entre les organisations de la Super League créée par News Limited et l'Australian Rugby League avec à sa tête Kerry Packer.
Ces deux organisations se disputent alors  la compétition de haut niveau de rugby à XIII en Australie, ce qui a pu entrainer des conséquences également sur le rugby à XIII mondial, en freinant son développement.

## En Australie: une guerre puis une fusion des championnats
Après de nombreux recours en justice de la Australian Rugby League (ARL) pour arrêter la Super League, cette dernière se dispute cependant lors de l'année 1997 avec l'incorporation de clubs provenant de l'ARL qui ont décidé de faire scission. 
Finalement, après ce conflit, les deux organisations parviennent à un accord et fusionnent les deux championnats pour créer la National Rugby League (NRL).

## Dans le monde: paralysie temporaire du développement du sport
Certaines nations sont des victimes collatérales de la guerre. En effet, certains pays sont parfois plus proches de la Superleague que de l'ARL et vice-versa.
Parfois la même nation peut être représentée par deux équipes; une basée en Australie de joueurs originaires d'un pays, qui n'en sont pas véritablement des nationaux et une autre réellement locale. Un bon exemple en est le Japon dont l'équipe nationale est privée de certains tournois, jusqu'à ce que le conflit soit résolu.
Cependant, même des années après la fin du conflit, les autorités australiennes ont conservé le réflexe de créer des sélections « nationales » , dont le siège est situé en Australie, et qui sont composées de joueurs australiens d'origine étrangère (ou heritage players).  
Ces sélections entrent en concurrence avec les sélections véritablement nationales, opérant dans leur pays d'origine, et composées de joueurs issus des pays concernés et ayant été formés sur place. 